# مجموعة فيتك
مجموعة فيتك (بالإنجليزية: Vitec group) هي شركة مصنعة لدعامات الكاميرات و الإضاءة. الشركة هي واحدة من الشركات الرائدة في هذا السوق وتقدم منتجات مهنية عالية الجودة.

## روابط خارجية
- الموقع الرسمي